# Melitaea winbladi
Melitaea winbladi är en fjärilsart som beskrevs av Felix Bryk 1950. Melitaea winbladi ingår i släktet Melitaea och familjen praktfjärilar. Inga underarter finns listade i Catalogue of Life.